# Официантка (фильм)
«Официантка» (англ. Waitress) — американский художественный фильм в жанре комедийной драмы, поставленный режиссёром Эдриэнн Шелли. Эта картина стала для неё последней — режиссёр и сценарист не дожила до премьеры всего несколько месяцев — она была убита 19-летним латиноамериканцем, которого Шелли застала за воровством.
Премьера фильма состоялась на кинофестивале «Сандэнс» в 2007 году. 2 мая 2007 года фильм вышел в ограниченный театральный прокат в США.

## Сюжет
Дженна живёт тихой, непримечательной жизнью: работает официанткой в кафе «Забегаловка у Джо» вместе со своими подружками Дон и Беки, терпит капризы мужа Эрла, который не привык слышать «нет», и с ужасом обнаруживает, что ждёт от него ребёнка. Давно зреющий план побега и участие в конкурсе пирогов придётся забыть — куда же бежать с ребёнком на руках?
А ведь надежда на победу в конкурсе была не напрасна — Дженна печёт удивительные пироги и, что самое главное, каждый день — новый! Но теперь Дженна не представляет себе дальнейшей жизни.
Однако вскоре в городе появляется новый гинеколог доктор Поматтер — привлекательный, но немного нервный женатый мужчина средних лет. И вот у них с Дженной завязывается роман, и женщина понимает, что в её жизни неожиданно появился лучик надежды.
Со временем ей всё больше кажется, что это неправильно, и доктор Поматтер то уезжает, то вновь заявляется к ней домой. Дженна постоянно пишет письма своему ребёнку, изливая ему душу. Дженна не знает — любит она доктора Поматтера или он просто для неё друг. Очень близкий друг.

## В ролях
| Актёр           | Роль             |
| --------------- | ---------------- |
| Кери Расселл    | Дженна           |
| Нейтан Филлион  | доктор Поматтер  |
| Джереми Систо   | Эрл              |
| Эдриэнн Шелли   | Дон              |
| Шерил Хайнс     | Беки             |
| Энди Гриффит    | Джо              |
| Эдди Джемисон   | Оги              |
| Лью Темпл       | Кэл              |
| Дэрби Стэнчфилд | Франсин Поматтер |

## Критика
Фильм получил положительные отзывы кинокритиков.
На сайте Rotten Tomatoes фильм получил рейтинг 89 % на основе 171 рецензии со средним баллом 7,3 из 10.
На сайте Metacritic фильм получил оценку 75 из 100 на основе 34 рецензий критиков, что соответствует статусу «в целом положительные отзывы».

### Награды и номинации
- Эдриэнн Шелли была номинирована на премию «Независимый дух» в категории «Лучший сценарий»[9].